# ADN circular
O ADN circular é uma molécula fechada de ácido desoxirribonucleico.

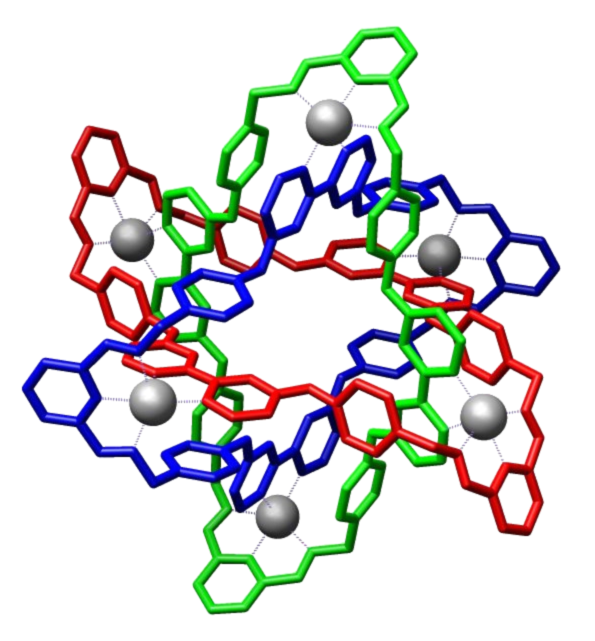
Nó borromeano molecular.

No caso do ADN circular de fita dupla, podemos distinguir entre moléculas relaxadas (ou desenroladas) e moléculas fechadas (sem extremidades livres), que geralmente são de conformação superenovelada (ADN superenrolado).
O ADN circular é frequentemente descrito como um fita de Möbius com alguns superenovelamentos  representando as moléculas.
A expressão pode se referir a:
- ADN mitocondrial
- ADN plastídico
- Plasmídeos, elementos genéticos móveis
- cccDNA, formado por alguns vírus dentro do núcleo da célula
- ADN de certos vírus, como o papilomavírus humano ou circovírus, por exemplo
- Cromossomo bacteriano circular
- ADN circular extracromossômico (eccDNA)